# Vivre libre (film, 1943)
Pour les articles homonymes, voir Vivre libre (homonymie).
 (septembre 2021).
Si vous disposez d'ouvrages ou d'articles de référence ou si vous connaissez des sites web de qualité traitant du thème abordé ici, merci de compléter l'article en donnant les références utiles à sa vérifiabilité et en les liant à la section « Notes et références ».
Pour plus de détails, voir Fiche technique et Distribution.
Vivre libre (This Land is Mine) est un film américain réalisé par Jean Renoir, sorti en 1943.

## Synopsis
En 1942, Albert Lory est un célibataire d'âge mûr et instituteur dans un village que l'on devine en France occupée (aucune référence géographique n'est faite). Il est amoureux d'une jeune collègue, Louise Martin. Mais, timide et vivant avec sa mère possessive, il n'ose pas se déclarer. 
De plus, Louise est fiancée à Georges Lambert qui s'avère être un « collaborateur » de l'occupant allemand. Les agissements de Georges, ceux du frère de Louise, Paul qui est un résistant, et ceux enfin des Allemands qui procèdent à des arrestations, entraînent Albert vers une prise de conscience et un élan patriotique.

## Fiche technique
- Titre original : This Land is Mine
- Titre français : Vivre libre
- Titre belge : Mon pays
- Réalisation : Jean Renoir
- Scénario : Dudley Nichols et Jean Renoir
- Photographie : Frank Redman
- Création des décors : Eugène Lourié
- Direction artistique : Albert S. D'Agostino, Walter E. Keller
- Ensembliers : Darrell Silvera, A. Roland Fields
- Costumes : Renié
- Son : James G. Stewart et John E. Tribby
- Musique : Lothar Perl
- Montage : Frederic Knudtson
- Production : Dudley Nichols, Jean Renoir, Eugène Lourié (producteur associé, non crédité à ce titre)
- Société de production : RKO
- Pays de production :  États-Unis
- Langues : anglais, allemand et latin
- Format : Noir et blanc - 35 mm - 1,37:1 - Mono (RCA Sound System)
- Tournage : du 11 octobre 1942 au 11 décembre 1942
- Genre : drame – guerre
- Durée : 103 minutes
- Dates de sortie : 
  - États-Unis : 27 mai 1943[1].
  - France : 10 juillet 1946
- Affiche : Roger Rojac (France)

## Distribution
- Charles Laughton : Albert Lory
- Maureen O'Hara : Louise Martin

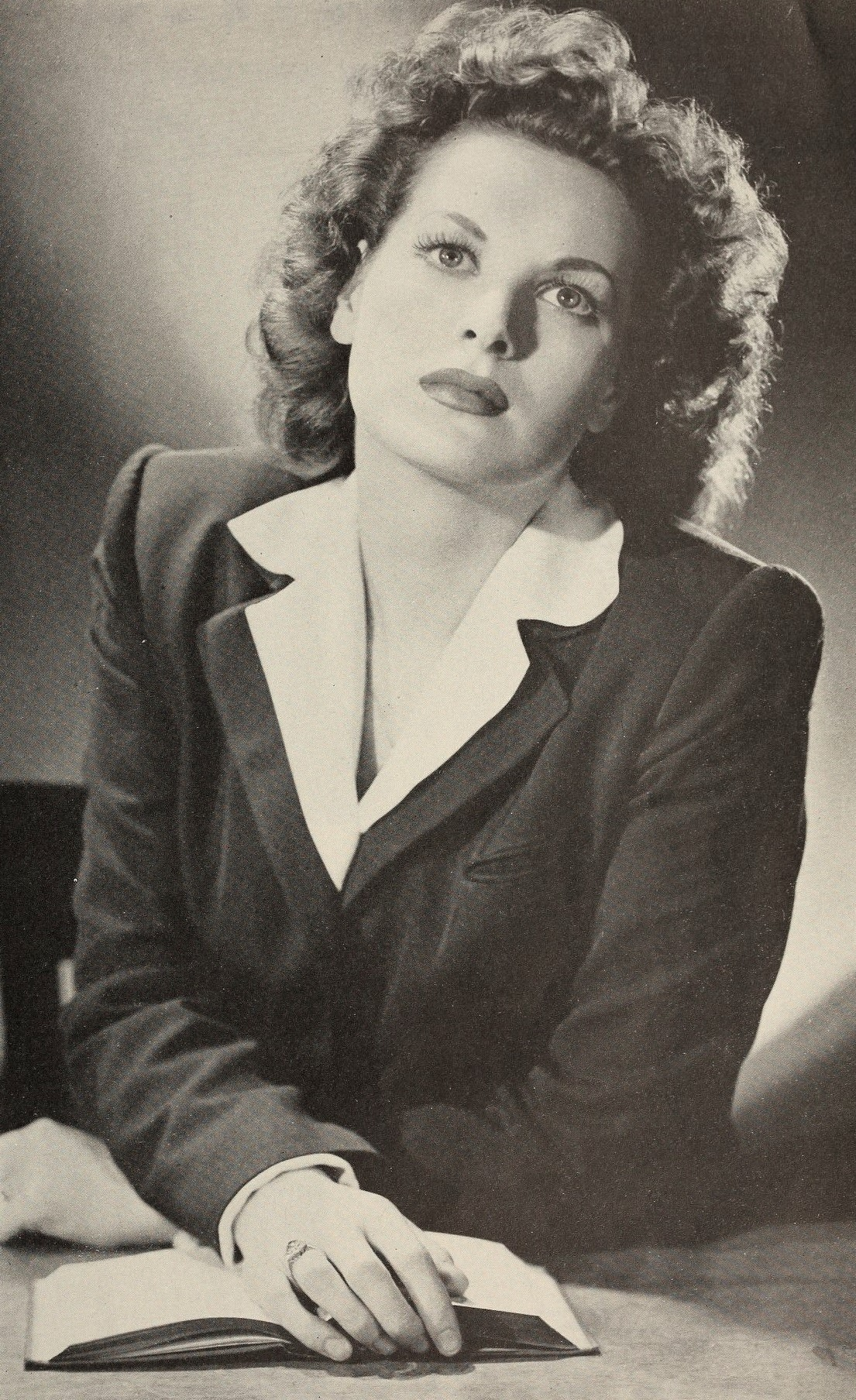
Maureen O'Hara

- Kent Smith : Paul Martin, le frère de Louise
- George Sanders (VF : Marc Valbel) : Georges Lambert
- Walter Slezak (VF : Howard Vernon) : le major von Keller
- Una O'Connor : Emma Lory, la mère d'Albert
- Nancy Gates : Julie Grant
- Philip Merivale : le professeur Sorel
- Thurston Hall : le maire Henri Manville
- Ivan Simpson : le juge
- George Coulouris : le procureur
- Louis Donath : le capitaine allemand

Acteurs non crédités
- Otto Hoffman : l'imprimeur Victor
- George MacQuarrie : le chef de la police
- Lon Poff : un vieil homme

## Distinctions
- Oscar du meilleur son en 1943.

## Autour du film
- La musique principale du film est celle du Chant du départ.